# Будинок під деревами
«Дім під деревами» (фр. La Maison sous les arbres) — французько-італійський кінофільм 1971 року, психологічна драма режисера Рене Клемана. Екранізація роману американського письменника Артура Кавано «Діти зникли».

## Сюжет
Джилл (Фей Данавей) з розчаруванням дізнається, що її приятель-комп'ютерник Філіп (Френк Ланджелла) несподівано вирішує звільнитися з великої промислової корпорації. При цьому він не бажає повідомляти її про причини ухвалення такого рішення. Так або інакше Джилл готова змиритися з цим, але коли її дітей викрадають невідомі, у неї не залишається іншого виходу, окрім як розібратися, в яку історію примудрився потрапив Філіп.

## У ролях
| Актор             | Роль            |
| ----------------- | --------------- |
| Фей Данавей       | Джилл           |
| Френк Ланджелла   | Філіп           |
| Моріс Роне        |                 |
| Карен Блангернон  | міс Хансен      |
| Раймон Жером      | комісар Шамільє |
| Жерар Бюр         | психіатр        |
| Массімо Фарінеллі |                 |
| Патрік Вінсент    | Патрік          |
| Луїза Шевальє     |                 |
| Барбара Паркінс   | Сінтія          |